# Середній Качмаш
Середній Качма́ш (рос. Средний Качмаш, башк. Урта Ҡасмаш) — присілок у складі Калтасинського району Башкортостану, Росія. Входить до складу Нижньокачмашівської сільської ради.
Населення — 27 осіб (2010; 41 у 2002).
Національний склад:
- марійці — 80 %